# PJ352–15
PJ352-15 oder PSO J352.4034-15.3373 ist ein Quasar mit einem astrophysikalischen Jet, der einem supermassereichen Schwarzen Loch mit einer Milliarde Sonnenmassen zugeordnet wird. Seine Entdeckung mit Hilfe des Chandra-Röntgenobservatoriums wurde im März 2021 gemeldet. Mit einer Entfernung von 12,7 Milliarden Lichtjahren von der Erde stellte der Röntgenjet zum Zeitpunkt seiner Entdeckung einen Entfernungsrekord auf.